# Хандюков, Эдуард Валентинович
Эдуард Валентинович Хандюков (род. 1940, Мариуполь) — советский и российский инженер, скульптор, литератор. Член Союза писателей России.

## Биография
Родился в семье служащего. Первые пять классов учился в мариупольской мужской школе Приморского района. В связи с переводом главы семейства в Москву семья переехала в столицу. Скульптурой увлёкся ещё школьником, занимался в изостудии Бориса Витолло, стал лауреатом художественной выставки школьников Москвы и Московской области (1957).
Работал монтёром, зольщиком в котельной на заводе, прессовщиком в ОКБ. Отслужил срочную службу в рядах Советской Армии, окончил школу авиационных механиков и школу операторов ракетных комплексов класса земля-воздух, работал дизайнером в КБ авиаконструктора П. С. Сухого.
Окончил Ленинградское высшее инженерное морское училище имени адмирала С. О. Макарова, затем Московское высшее художественно промышленное училище (Строгановку).
Секретарь правления Московской областной организации СП России, член редколлегии журнала «Поэзия».

## Известные художественные работы

Могила Зои Фёдоровой на Ваганьковском кладбище

Надгробный памятник народной артистки СССР Зои Фёдоровой на Ваганьковском кладбище.
Реконструкции мамонта для экспозиции «Сибирь вчера, сегодня, завтра» на Всемирной выставке в Осаке (Япония).
Мемориальный комплекс «Вечная память павшим» (Сафоново, Смоленская область)
Барельефы на фасаде здания Екатеринбургского цирка
Скульптурные композиции для фильма «Берегите мужчин!».
Памятная стела чемпиону СССР по спидвею Свинкину в Черкесске.

## Оценки творчества
О памятнике Зое Фёдоровой

Светлый трагизм жизни и смерти замечательной актрисы кино деликатно воплощен в запоминающемся, глубоком по смыслу надгробии. Медальон с барельефным портретом актрисы <…> Зои Фёдоровой охранительным жестом поддерживает фигура скорбящей, также в монашеском платье и с поднятыми на уровень плеч руками, чудесно образующими вместе с вертикалью пилона силуэт креста, хорошо читаемого в отдалении